# Mondial Australian Women's Hardcourts 2008
Mondial Australian Women's Hardcourts 2008 — жіночий тенісний турнір, що проходив на відкритих кортах з твердим покриттям. Це був 12-й і останній Mondial Australian Women's Hardcourts, який після цього перейменували й перенесли до Брисбена. Належав до турнірів 3-ї категорії в рамках Туру WTA 2008. Відбувся в Gold Coast, Queensland (Австралія) і тривав з 31 грудня 2007 до 5 січня 2008 року. Несіяна Лі На здобула титул в одиночному розряді й отримала 28 тис. доларів США.

## Фінальна частина

### Одиночний розряд
Лі На —  Вікторія Азаренко, 4–6, 6–3, 6–4
- Для Лі це був 1-й титул за рік і 2-й - за кар'єру.

### Парний розряд
Дінара Сафіна /  Агнеш Савай —  Янь Цзи /  Чжен Цзє, 6–1, 6–2

## Очки і призові

### Нарахування очок
| Дисципліна       | П   | Ф   | ПФ | ЧФ | 1/8 | 1/16 | Q   | Q3  | Q2  | Q1  |
| Одиночний розряд | 140 | 100 | 65 | 35 | 20  | 1    | 8   | 4   | 3   | 1   |
| Парний розряд    | 140 | 100 | 65 | 35 | 1   | Н/Д  | Н/Д | Н/Д | Н/Д | Н/Д |

### Призові гроші
| Дисципліна       | П       | F       | ПФ     | ЧФ     | 1/8    | 1/16   | Q3   | Q2   | Q1   |
| Одиночний розряд | $25,000 | $14,650 | $7,700 | $4,050 | $2,200 | $1,300 | $650 | $350 | $200 |
| Парний розряд*   | $8,250  | $4,350  | $2,350 | $1,250 | $650   | Н/Д    | Н/Д  | Н/Д  | Н/Д  |

* на пару